# A lyga 2018
A lyga 2018 var den 29. udgave af det litauiske mesterskab i fodbold. Turneringen blev afviklet fra den 25, februari, 2018 og blev afsluttet den 11. november, 2018.
FK Sūduva Marijampolė vandt deres 2. litauiske mesterskab.

## Stilling
| #  | Hold           | K  | V  | U | T  | M+ | M– | M +/– | Points | Kvalifikation eller nedrykning |
| -- | -------------- | -- | -- | - | -- | -- | -- | ----- | ------ | ------------------------------ |
| 1. | Sūduva         | 28 | 21 | 4 | 3  | 59 | 16 | +43   | 67     | Mesterskabsslutspil            |
| 2. | Žalgiris       | 28 | 19 | 5 | 4  | 60 | 20 | +41   | 62     | Mesterskabsslutspil            |
| 3. | Stumbras       | 28 | 13 | 6 | 9  | 36 | 25 | +11   | 45     | Mesterskabsslutspil            |
| 4. | Trakai         | 28 | 11 | 9 | 8  | 37 | 26 | +11   | 42     | Mesterskabsslutspil            |
| 5. | Kauno Žalgiris | 28 | 10 | 5 | 13 | 22 | 31 | -9    | 35     | Mesterskabsslutspil            |
| 6. | Atlantas       | 28 | 6  | 5 | 17 | 26 | 55 | -29   | 23     | Mesterskabsslutspil            |
|    |                |    |    |   |    |    |    |       |        |                                |
| 7. | Palanga        | 28 | 5  | 5 | 18 | 17 | 58 | -41   | 20     | Nedrykningsplayoff             |
|    |                |    |    |   |    |    |    |       |        |                                |
| 8. | Jonava         | 28 | 4  | 8 | 16 | 24 | 50 | -26   | 19     | Nedrykning til Pirma lyga      |

## Mesterskabsslutspil
| #  | Hold           | K  | V  | U | T  | M+ | M– | M +/– | Points | Kvalifikation eller nedrykning |
| -- | -------------- | -- | -- | - | -- | -- | -- | ----- | ------ | ------------------------------ |
| 1. | Sūduva         | 33 | 24 | 5 | 4  | 72 | 20 | +51   | 77     | Champions League 1. kvalrunde  |
| 2. | Žalgiris       | 33 | 23 | 6 | 4  | 70 | 23 | +47   | 75     | Europa League 1. kvalrunde     |
| 3. | Trakai         | 33 | 14 | 9 | 10 | 46 | 29 | +17   | 51     | Europa League 1. kvalrunde     |
| 4. | Stumbras       | 33 | 15 | 6 | 12 | 45 | 35 | +10   | 51     |                                |
| 5. | Kauno Žalgiris | 33 | 11 | 6 | 16 | 29 | 41 | -13   | 39     | Europa League 1. kvalrunde     |
| 6. | Atlantas       | 33 | 6  | 6 | 21 | 28 | 75 | -48   | 24     |                                |

## Målscorer
Pr. 26. november, 2018; Kilde: Lietuvos futbolo statistika (Webside ikke længere tilgængelig) (litauisk)
| Nr. | Spiller            | Klub                  | Mål |
| --- | ------------------ | --------------------- | --- |
| 1.  | Liviu Antal        | FK Žalgiris           | 23  |
| 2.  | Marcos Junior      | FC Stumbras           | 17  |
| 3.  | Donatas Kazlauskas | FK Atlantas/FK Trakai | 12  |
| 4.  | Ogana Luis         | FK Žalgiris           | 11  |
| 5.  | Gerson Acevedo     | FK Sūduva             | 10  |
| 6.  | Ovidijus Verbickas | FK Sūduva             | 9   |